# Lijst van voetbalinterlands Oeganda - Somalië
Deze lijst van voetbalinterlands is een overzicht van alle officiële voetbalwedstrijden tussen de nationale teams van Oeganda en Somalië. De landen hebben tot op heden 22 keer tegen elkaar gespeeld. De eerste ontmoeting, een vriendschappelijke wedstrijd, vond plaats op 1 januari 1972 in Caïro (Egypte). Het laatste duel, een kwalificatiewedstrijd voor het Wereldkampioenschap voetbal 2026, werd gespeeld in Berkane (Marokko) op 21 november 2023.

## Wedstrijden
| №  | Plaats        | Datum             | Competitie                                        | Wedstrijd         | Uitslag |
| -- | ------------- | ----------------- | ------------------------------------------------- | ----------------- | ------- |
| 1  | Caïro         | 1 januari 1972    | Vriendschappelijk                                 | Oeganda − Somalië | 1 − 0   |
| 2  | Mogadishu     | 12 augustus 1973  | Afrika Cup 1974 kwalificatie                      | Somalië − Oeganda | 2 − 0   |
| 3  | Kampala       | 26 augustus 1973  | Afrika Cup 1974 kwalificatie                      | Oeganda − Somalië | 5 − 0   |
| 4  | Kampala       | 22 september 1973 | CECAFA Cup 1973                                   | Oeganda − Somalië | 6 − 1   |
| 5  | Dar es Salaam | 4 november 1974   | CECAFA Cup 1974                                   | Oeganda − Somalië | 1 − 1   |
| 6  | Zanzibar      | 6 november 1976   | CECAFA Cup 1976                                   | Oeganda − Somalië | 2 − 0   |
| 7  | Mogadishu     | 2 december 1977   | CECAFA Cup 1977                                   | Somalië − Oeganda | 0 − 1   |
| 8  | Lilongwe      | 13 november 1978  | CECAFA Cup 1978                                   | Somalië − Oeganda | 2 − 2   |
| 9  | Kampala       | 4 oktober 1986    | Afrika Cup 1988 kwalificatie                      | Oeganda − Somalië | 5 − 0   |
| 10 | Mogadishu     | 19 oktober 1986   | Afrika Cup 1988 kwalificatie                      | Somalië − Oeganda | 0 − 0   |
| 11 | Kigali        | 29 juli 1999      | CECAFA Cup 1999                                   | Oeganda − Somalië | 2 − 0   |
| 12 | Kampala       | 23 november 2000  | CECAFA Cup 2000                                   | Oeganda − Somalië | 6 − 0   |
| 13 | Arusha        | 1 december 2002   | CECAFA Cup 2002                                   | Somalië − Oeganda | 0 − 2   |
| 14 | Addis Abeba   | 12 december 2004  | CECAFA Cup 2004                                   | Oeganda − Somalië | 2 − 0   |
| 15 | Kigali        | 1 december 2005   | CECAFA Cup 2005                                   | Oeganda − Somalië | 7 − 0   |
| 16 | Addis Abeba   | 3 december 2006   | CECAFA Cup 2006                                   | Oeganda − Somalië | 2 − 0   |
| 17 | Kampala       | 7 januari 2009    | CECAFA Cup 2008                                   | Oeganda − Somalië | 4 − 0   |
| 18 | Dar es Salaam | 28 november 2011  | CECAFA Cup 2011                                   | Somalië − Oeganda | 0 − 4   |
| 19 | Djibouti      | 27 juli 2019      | African Championship of Nations 2020 kwalificatie | Somalië − Oeganda | 1 − 3   |
| 20 | Kampala       | 3 augustus 2020   | African Championship of Nations 2020 kwalificatie | Oeganda − Somalië | 4 − 1   |
| 21 | Kampala       | 9 december 2019   | CECAFA Cup 2019                                   | Oeganda − Somalië | 2 − 0   |
| 22 | Berkane       | 21 november 2023  | WK 2026 kwalificatie                              | Somalië − Oeganda | 0 − 1   |

## Samenvatting
| Competitie                                   | Totaal gespeeld | Winst Oeganda | Gelijk | Winst Somalië | Doelsaldo Oeganda – Somalië |
| -------------------------------------------- | --------------- | ------------- | ------ | ------------- | --------------------------- |
| WK-kwalificatie                              | 1               | 1             | 0      | 0             | 1 − 0                       |
| Afrika Cup-kwalificatie                      | 4               | 2             | 1      | 1             | 10 − 2                      |
| African Championship of Nations-kwalificatie | 2               | 2             | 0      | 0             | 7 − 2                       |
| CECAFA Cup                                   | 14              | 12            | 2      | 0             | 43 − 4                      |
| Vriendschappelijk                            | 1               | 1             | 0      | 0             | 1 − 0                       |
| Totaal                                       | 22              | 18            | 3      | 1             | 62 − 8                      |

FUFA · 
A-internationals · 
Oegandees vrouwenelftal
Algerije ·
Angola ·
Bahrein ·
Benin ·
Botswana ·
Burkina Faso ·
Burundi ·
Centraal-Afrikaanse Republiek ·
Comoren ·
Congo-Brazzaville ·
Congo-Kinshasa ·
Djibouti ·
Ecuador ·
Egypte ·
Eritrea ·
Ethiopië ·
Gabon ·
Gambia ·
Ghana ·
Guinee ·
Guinee-Bissau ·
IJsland ·
Irak ·
Iran ·
Ivoorkust ·
Jemen ·
Kaapverdië ·
Kameroen ·
Kenia ·
Koeweit ·
Lesotho ·
Libanon ·
Liberia ·
Libië ·
Madagaskar ·
Malawi ·
Mali ·
Marokko ·
Mauritanië ·
Mauritius ·
Moldavië ·
Mozambique ·
Namibië ·
Niger ·
Nigeria ·
Oezbekistan ·
Rwanda ·
Saoedi-Arabië ·
Sao Tomé en Principe ·
Senegal ·
Seychellen ·
Slowakije · 
Soedan ·
Somalië ·
Tadzjikistan ·
Tanzania ·
Togo ·
Tsjaad ·
Tunesië ·
Turkmenistan ·
Zambia ·
Zimbabwe ·
Zuid-Afrika ·
Zuid-Soedan
SFF · A-internationals
1970-1979 ·
1980-1989 ·
1990-1999 ·
2000-2009 ·
2010-2019 ·
2020-2029
1972 ·
1973 · 
1974 · 
1975 · 
1976 · 
1977 · 
1978 · 
1979 ·
1980 · 
1981 ·
1982 · 
1983 · 
1984 · 
1985 · 
1986 · 
1987 ·
1988 ·
1989 ·
1990 ·
1991 ·
1992 ·
1993 ·
1994 · 
1995 · 
1996 ·
1997 ·
1998 ·
1999 · 
2000 · 
2001 · 
2002 · 
2003 · 
2004 · 
2005 · 
2006 · 
2007 · 
2008 · 
2009 · 
2010 · 
2011 · 
2012 ·
2013 ·
2014 ·
2015 ·
2016 ·
2017 ·
2018 ·
2019 ·
2020 ·
2021 ·
2022 ·
2023
Algerije ·
Botswana ·
Burundi ·
China ·
Djibouti ·
Egypte ·
Eritrea ·
Ethiopië ·
Ghana ·
Guinee ·
Kameroen ·
Kenia ·
Libanon ·
Malawi ·
Marokko ·
Mauritanië ·
Mozambique ·
Niger ·
Oeganda ·
Oman ·
Rwanda ·
Sierra Leone ·
Soedan ·
Swaziland ·
Tanzania ·
Tunesië ·
Zambia ·
Zimbabwe ·
Zuid-Soedan